# Hermann Hreiðarsson
Hermann Hreiðarsson (* 11. Juni 1974 in Reykjavík) ist ein isländischer Fußballspieler und -trainer. Als Abwehrspieler, der zumeist auf der linken Seite, häufig aber auch in der Innenverteidigung eingesetzt werden konnte, absolvierte er 15 Jahre seiner Profikarriere im englischen Fußball bei Vereinen wie Ipswich Town, Charlton Athletic und FC Portsmouth, bevor es ihn in die Heimat zurückzog. Seit 2022 ist er – zum zweiten Mal nach 2013 – erneut Trainer des ÍBV Vestmannaeyja.

## Sportlicher Werdegang

### Vereinskarriere

#### Anfänge in Island (1993–1997)
Hermann Hreiðarsson begann seine Karriere bei ÍBV Vestmannaeyjar in Island. Dort verbrachte er die ersten fünf Jahre seiner fußballerischen Karriere, war dabei ab 1994 Stammspieler und Teil der Mannschaft, die 1997 die isländische Meisterschaft gewann. Die entscheidenden Spiele zum Titelgewinn verpasste er jedoch, da er bereits vor Ende der im Rhythmus des Kalenderjahrs ausgetragenen Saison nach England gewechselt war. Verantwortlich dafür war, dass ihn Scouts des gerade erst in die Premier League aufgestiegenen Londoner Klubs Crystal Palace entdeckt hatten und er im August 1997 einen Vertrag in England unterzeichnet hatte.

#### Crystal Palace, Brentford und Wimbledon (1997–2000)
Der groß gewachsene, blonde isländische Nationalinnenverteidiger und Linksfuß etablierte sich schnell in der Stammformation von „Palace“ und stand nach dem Debüt per Einwechslung gegen die Blackburn Rovers (1:2) dann gegen seinen späteren Arbeitgeber FC Wimbledon (1:0) im September 1997 erstmals in der Startelf. Mit einem guten Kopfballspiel und hoher Einsatzbereitschaft ausgestattet fiel er auch dadurch auf, dass er neben den Defensivqualitäten Talente beim kreativen Spielaufbau aus der Abwehr heraus demonstrierte. Damit war er schnell ein Publikumsliebling und mit seiner Leistung gegen Dennis Bergkamp im heimischen Duell mit dem kommenden Meister FC Arsenal (0:0) sorgte er für eines der wenigen Glanzlichter in einer Saison, in der Crystal Palace als Tabellenletzter auf direktem Weg den Gang zurück in die zweite Liga antreten musste.
Nach sieben Zweitligapartien für Crystal Palace wechselte Hermann Ende September 1998 zwei Spielklassen tiefer zum FC Brentford. Die etwas überraschende Entscheidung hatte viel mit Brentfords neuem Vorsitzenden Ron Noades zu tun, der zuvor bei Palace als Präsident sowie kurzzeitig als Interimstrainer gewirkt hatte. Brentford ließ sich Hermanns Dienste die Rekordablösesumme von 850.000 Pfund kosten und mit Darbietungen, die sich qualitativ deutlich vom Ligastandard abhoben, half dieser mit über den Gewinn der Viertligameisterschaft den Aufstieg in die dritthöchste Spielklasse zu realisieren. Darunter waren auch vier eigene Ligatore und zum Saisonende zeichnete ihn die Spielergewerkschaft PFA als Teil der „Mannschaft des Jahres“ aus. Dass er sich nicht dauerhaft unterhalb der Premier League aufhalten würde, blieb ein offenes Geheimnis und so ging es für Hermann Hreiðarsson im September 1999 zurück in die englische Eliteliga, in der er erneut in London beim FC Wimbledon anheuerte.
Die Ablösesumme betrug 2,5 Millionen Pfund und Hermann war nur einer von zahlreichen skandinavischen Akteuren, die der dort tätige Trainer Egil Olsen verpflichtete. Wie bei Crystal Palace benötigte Hermann auch in Wimbledon keine nennenswerte Eingewöhnungszeit. Gleichsam mit seinen Defensivqualitäten und den kraftvollen Offensivvorstößen war er schnell ein Führungsspieler, aber zum Ende der Saison 1999/2000 stand ein weiterer Abstieg in die First Division. Gegen West Ham United hatte er am Boxing Day 2000 beim 2:2 sein einziges Tor für die „Dons“ erzielt und nach dem ersten Spieltag der anschließenden Saison 2000/01 ging er für ihn im August 2000 für mehr als vier Millionen Pfund weiter zum Erstligaaufsteiger Ipswich Town.

#### Ipswich Town (2000–2003)
Sofort nach der Vertragsunterschrift feierte er für Ipswich gegen Tottenham Hotspur (1:3) seinen Einstand und von den folgenden Saisonpartien verpasste er nur zwei (als Folge einer Rettungsaktion gegen Leeds United, bei der er den Ball vor der Linie klärte). Neben der Abwehrzentrale besetzte er häufig die Position der offensiven linken Außenverteidigers (als „Wingback“) und am Ende erreichte er mit dem neuen Klub den überraschend guten fünften Abschlusstabellenplatz, womit sich das Team sogar für den UEFA-Pokal qualifizierte. Dort war er Teil der Mannschaft, die Inter Mailand daheim mit 1:0 besiegte, bevor sie aufgrund des 1:4 im Rückspiel aus dem Wettbewerb ausschied (in der Runde zuvor hatte er gegen Helsingborgs IF selbst getroffen). In der Premier League zeigte der sportliche Trend deutlich nach unten und am Ende der Saison 2001/02 war für Hermann Hreiðarsson trotz einiger erfolgreicher Offensivvorstöße als linker Außenverteidiger (wo er nach der Spielsystemumstellung von Trainer George Burley von 5-3-2 auf 4-4-2 vornehmlich agierte) ein abermaliger Abstieg zu verzeichnen.
Wieder in offensiverer Funktion als linker Wingback spielte er in der Saison 2002/03, in der er oft die von Thomas Gaardsøe nach vorne geschlagenen Bälle entweder direkt in den Strafraum weiterleitete oder zu Flankenläufen verarbeitete. Im Heimspiel gegen Stoke City verletzte er sich am Knie und während er sich davon erholte, kam im März 2003 eine Einigung mit dem Erstligisten Charlton Athletic zustande; dabei galt die Ablösesumme von 800.000 Pfund als „Schnäppchen“, trotz der weiteren 100.000 Pfund, die später für den erfolgreichen Klassenerhalt fällig waren, zu dem der Neuling jedoch noch nichts hatte beitragen können.

#### Charlton Athletic (2003–2007)
In Charlton kam Hermann Hreiðarsson zumeist als Linksverteidiger zum Zug und wechselte in den letzten Spielen der Saison 2003/04 in die Innenverteidigung an die Seite von Jonathan Fortune, nachdem sämtliche Alternativen verletzungsbedingt weggefallen waren. Neben den üblichen Flankenläufen trug er mit zwei Toren entscheidend zu Siegen bei den Blackburn Rovers (1:0) und daheim gegen den FC Chelsea (4:2) bei. Nicht zuletzt aufgrund dieser „Verdienste“ belegte er in der vereinsinternen Wahl zum Spieler des Jahres hinter Torhüter Dean Kiely auf Anhieb den zweiten Platz. Auch in seinem zweiten Jahr zeigte er, dass er eine der erfolgreichsten Neuverpflichtungen in der Ära von Trainer Alan Curbishley war. Er harmonierte gut auf der linken Seite mit Paul Konchesky und setzte gelegentlich erfolgreich seine langen Einwürfe ein.
Etwas überraschend agierte Hermann dann in der Saison 2005/06 mit Ausnahme einer Partie gegen den FC Arsenal ausschließlich in der Innenverteidigung und nach einer Verletzung des etatmäßigen Kapitäns Luke Young vertrat er diesen ab Anfang April 2006 in dieser Funktion. In seinem letzten Jahr für Charlton pendelte er stetig zwischen den beiden Defensivpositionen. Nachdem er zunächst in der Abwehrmitte begonnen hatte, wechselte er nach Djimi Traorés Beinbruch auf die linke Seite. Nach dessen Rückkehr kehrte er kurz in die Innenverteidigung zurück, bevor er nach Traorés Weggang erneut links aushelfen musste, da Nachfolger Ben Thatcher noch nicht verfügbar war. Am Ende musste Hermann den vierten Abstieg aus der Premier League in seiner Karriere hinnehmen, aber eine Ausstiegsklausel im Falle eines Abstiegs erlaubte es ihm im Juni 2007 ablösefrei beim FC Portsmouth anzuheuern.

#### FC Portsmouth (2007–2012)
Portsmouth war ebenso ein frischer Erstligaaufsteiger und wie schon im Fall von Ipswich gelang es Hermann Hreiðarsson dort einen überraschend guten Abschlusstabellenplatz (mit dem achten Rang) zu belegen. Dazu kam der Sieg im FA Cup nach einem Finalerfolg gegen Cardiff City (1:0). Bemerkenswert war dabei vor allem, dass er in der Abwehrreihe mit dazu beitrug, dass die Mannschaft insgesamt 22 Mal ohne Gegentor blieb – gleichsam als Links- oder Innenverteidiger agierend.
In der Hinrunde der Saison 2008/09 verlor er seinen Platz in der Mannschaft, was in besonderem Maße daran lag, dass auf der linken Seite Armand Traoré und Nadir Belhadj gut harmonierten. Als sich die Situation jedoch unter Trainer Tony Adams aufgrund eines sportlichen Abwärtstrend dramatisierte, wurden die Rufe nach ihm derart laut, dass er Ende Januar 2009 dauerhaft ins Team zurückkehrte. Kurz darauf schoss er in zwei aufeinander folgenden Partien gegen den FC Liverpool (2:3) und Manchester City (2:0) jeweils ein Tor und insgesamt sorgte er unter Adams’ Nachfolger Paul Hart für die notwendige Stabilität in der Defensive, die mitverantwortlich für den Klassenerhalt war. Im Abstiegsjahr 2009/10 verpasste er zunächst die ersten 15 Partien, erzielte dann gegen den Konkurrenten FC Burnley (2:0) ein wichtiges Tor und verpasste letztlich das Saisonende aufgrund einer Ende März 2010 erlittenen Achillessehnenverletzung aus der Partie gegen Tottenham Hotspur. Dadurch war er auch im FA-Cup-Endspiel 2010 gegen den FC Chelsea, das mit 0:1 verloren ging, nicht mit von der Partie. Zunächst wurde nicht öffentlich, ob Hermann Hreiðarsson danach in Portsmouth bleiben würde, bis Anfang Oktober 2010 die neue Unterzeichnung eines Einjahresvertrags bekannt wurde. Nach der Genesung vertraute Trainer Steve Cotterill dann aber zunächst Leihspieler Carl Dickinson, bevor er gegen Saisonende häufiger eingesetzt wurde, gegen den FC Barnsley sein 500. Ligaspiel absolvierte und im Juli 2011 den Kontrakt um ein weites Jahr verlängerte. Verletzungsbedingt fand er jedoch in Portsmouth weitgehend keine Berücksichtigung mehr und im Januar 2012 lieh ihn der Klub bis zum Vertragsende an den Zweitligakonkurrenten Coventry City aus.

#### Über Coventry zurück nach Island (2012–2016)
Die Zeit in Coventry stellte nur ein kurzes Intermezzo dar und Hermann absolvierte für den Klub gerade einmal zwei Pflichtspiele in der Saison 2011/12. Anfang 2013 kehrte er dann in seine isländische Heimat zurück, um bei seinem Heimatklub ÍBV Vestmannaeyjar die Funktion des Spielertrainers zu übernehmen. Im Lauf des Kalenderjahres bestritt er dort neben seiner Trainertätigkeit noch acht Pflichtspiele. Ab 2014 stand er bei Fylkir Reykjavík unter Vertrag, bei dem er noch bis 2016 vereinzelt als Ersatzspieler ohne dem Spieltagskader angehörte, ehe er seine Spielerkarriere endgültig beendete.

### Isländische Nationalmannschaft
Hermann Hreiðarsson spielte zwischen 1996 und 2011 insgesamt 89 Mal im isländischen A-Fußballnationalteam und erzielte dabei fünf Tore (zumeist auf der Position des Innenverteidigers). Sein Debüt hatte er nach sechs Auftritten für den U-21-Nachwuchs 1995 am 5. Juni 1996 gegen Zypern (2:1) gegeben. Für die Endrunde einer Welt- oder Europameisterschaft reichte es fortan zwar nie, aber in der Qualifikation zur Euro 2004 scheiterte die Teilnahme an den Play-offs nur knapp aufgrund einer 0:3-Niederlage gegen Deutschland am letzten Spieltag (bei einem gleichzeitigen Sieg von Schottland) – im Hinspiel war dem Vizeweltmeister kurz zuvor sogar ein 0:0 abgetrotzt worden. Hermann Hreiðarssons letzter Auftritt für Island endete am 10. August 2011 mit einer 0:4-Niederlage gegen Ungarn. Mit 89 A-Länderspielen reihte er sich hinter Rekordhalter Rúnar Kristinsson auf dem zweiten Rang ein.

## Trainerkarriere
Zur isländischen Saison 2013 kehrte Hermann Hreiðarsson Anfang des Jahres in seine Heimat zurück und übernahm den Erstligisten ÍBV Vestmannaeyjar als Spielertrainer. In den Spielzeiten 2015 und 2016 war er als Cheftrainer beim Ligakonkurrenten Fylkir Reykjavík tätig und übernahm in der Saison 2017 die Frauenmannschaft des Vereins.
Anfang 2018 wechselte er zum Kerala Blasters FC, bei dem er Co-Trainer unter seinem früheren Mannschaftskollegen David James wurde, ehe die beiden den Verein im Dezember 2018 wieder verließen. Im Oktober 2019 wurde Hermann Hreiðarsson beim englischen Drittligisten Southend United Co-Trainer unter Sol Campbell, mit dem er zuvor ebenfalls zusammen in Portsmouth als Spieler aktiv gewesen war. Am Saisonende im Sommer 2020 stieg das Team in die vierte Liga ab, woraufhin das Trainergespann den Verein wieder verließ.
Anschließend kehrte er wieder nach Island zurück und trainierte dort bis Ende 2021 den Drittligisten Þróttur Vogum. Parallel dazu war er ab Sommer 2021 für den isländischen Fußballverband bei der U21-Nationalmannschaft als Co-Trainer von Davíd Snorri Jónasson tätig. Anfang 2022 wurde er erneut Trainer des Erstligisten ÍBV Vestmannaeyjar.

## Titel/Auszeichnungen
- Isländische Meisterschaft (1): 1997
- Englischer Pokal (1): 2008
- Islands Fußballer des Jahres (3): 1997, 2000, 2007
- PFA Team of the Year (1): 1998/99